# Andreas Bovenschulte
Andreas Bovenschulte (nacido el 11 de agosto de 1965 en Hildesheim, Alemania) es un jurista y político alemán perteneciente al Partido Socialdemócrata de Alemania. Desde el 15 de agosto de 2019, ejerce como alcalde de la ciudad hanseática libre de Bremen y presidente del Senado de Bremen, siendo reelegido para un segundo mandato en julio de 2023.

## Biografía

### Formación y juventud
Bovenschulte creció en Mehle, una localidad del municipio de Elze, y completó su educación secundaria en Sarstedt en 1984. Tras cumplir con el servicio civil en la Johanniter-Unfall-Hilfe en Gronau/Leine (1985–1986), participó en un programa de formación en el Richmond Fellowship en Londres (1986–1987), trabajando en una institución de rehabilitación psiquiátrica. Estudió Derecho en la Universidad de Bremen entre 1987 y 1994, obteniendo el primer examen estatal. Posteriormente, fue asistente de investigación en la misma universidad y se doctoró en 1998 con una tesis sobre asociaciones municipales como formas organizativas de la autoadministración local.
Completó su formación jurídica con el segundo examen estatal en 1999, tras un periodo de prácticas en el Tribunal Superior Regional Hanseático de Bremen. Entre 2000 y 2004, trabajó como asesor legal, jefe de proyectos y apoderado en bremen online services GmbH & Co. KG, una empresa especializada en comunicación electrónica entre ciudadanos, empresas y la administración. De 2004 a 2007, fue asesor en derecho público y protección de datos en el Senado de Justicia de Bremen.

### Carrera política
Afiliado al SPD desde 1984, Bovenschulte desempeñó diversos roles en las Juventudes Socialistas en Hannover y Bremen. Durante su etapa universitaria, fue presidente del comité general de estudiantes y miembro del Sozialistischer Hochschulbund. En 2010, fue elegido presidente del SPD en Bremen, cargo que ocupó hasta 2013.
En 2014, Andreas Bovenschulte fue elegido alcalde del municipio de Weyhe con el 55,6 % de los votos, cargo que ocupó hasta 2019. Ese mismo año, fue elegido miembro del Parlamento de Bremen y posteriormente asumió la presidencia del grupo parlamentario del SPD. Tras la dimisión de Carsten Sieling como alcalde, motivada por los resultados desfavorables del SPD en las elecciones estatales, Bovenschulte fue designado como su sucesor. A pesar de que el SPD quedó en segundo lugar detrás de la CDU, logró formar una coalición con Alianza 90/Los Verdes y La Izquierda. El 15 de agosto de 2019, fue elegido alcalde de Bremen con el respaldo de esta coalición.
En las elecciones estatales de 2023, el SPD recuperó la primera posición, superando a la CDU. Aunque Alianza 90/Los Verdes obtuvo resultados desfavorables en la ciudad, se reeditó la coalición tripartita con La Izquierda. Andreas Bovenschulte fue reelegido como alcalde de Bremen el 5 de julio de 2023 con el apoyo de ambos socios de coalición.

## Vida personal
Bovenschulte tiene dos hijos con Ulrike Hiller, ex secretaria de Estado del SPD, de quien se separó en 2021 tras más de dos décadas de matrimonio. El 9 de agosto de 2024, contrajo matrimonio con la bióloga Kerstin Krüger. Aficionado a la música, toca la guitarra desde su juventud y ha participado en eventos públicos interpretando canciones como "Johnny B. Goode".

## Posiciones políticas
Identificado con el ala izquierda del SPD, Bovenschulte ha criticado las reformas de Hartz IV y ha abogado por una mayor presencia estatal en los servicios públicos. Durante su mandato como líder del SPD en Bremen, impulsó una "freno a la privatización" para restringir la venta de empresas públicas. En respuesta a la crisis energética derivada del conflicto en Ucrania, propuso una tasa sobre beneficios extraordinarios para las empresas energéticas y apoyó medidas como el billete de transporte público de 49 euros, solicitando al gobierno federal un aumento en los fondos de regionalización.